# Jakha Gambhu
Jakha Gambhu (mongol : Жаха Хамбу , 中国語), v.1150 - 1204, est un prince Keraït, qui en s'alliant à Temujin, le futur Gengis Khan, contribua à l'ascension de la force militaire mongole qui allait déferler sur le monde quelques années après sa mort.

## Biographie
Jakha Gambhu était le fils de Cyriacus Buyruk Khan, roi des Keraït. Dans son enfance, il est fait prisonnier par les Tangoutes (Xia occidental) ou, selon Atwood, fut forcé par son frère Toghitl à fuir vers eux. Le nom « Jaka Gambo » est tibétain et signifie « vaste » et « celui qui est accompli ».
Son frère aîné Toghril étant devenu khan des Kéraït en assassinant plusieurs de ses jeunes frères, Jaka Gambu échappe à la mort en se plaçant sous son commandement. 
Dans une des guerres de Temujin (Genghis Khan) contre les Merkit, Toghril et Jaka Gambo l'appuyèrent avec chacun une armée de 10 000 hommes.
Plus tard, quand le pouvoir mongol était ascendant, Jakha Gambo, dont les relations avec Toghril s'étaient détériorées, s'est allié à Temujin et, lorsque Temujin remporta la bataille contre Toghril et conquit le territoire Kerait, Jakha Gambu a été autorisé à conserver son apanage et à se maintenir au pouvoir (1203). 
Pour l'honorer, Temujin prit une de ses filles en mariage, Ibaka Beki, et en donna deux autres à ses fils. 
Un an plus tard, Jakha Gambhu est éliminé après s'être révolté et avoir rassemblé ses fidèles pour rejoindre les Naïmans. Temujin répudia sa fille et la donna à Jurchedei (ru), son fidèle général qui le captura.

## Importance historique
Gengis Khan prit de nombreuses princesses keraït pour lui, ses fils et des alliés, et par leur intermédiaire les mœurs et les croyances des Keraït, en particulier le christianisme de rite syriaque, pénétrèrent la classe dirigeante mongole. La fille aînée de Jakha Gambhu fut donnée à Jochi, l'aîné de Temujin, et son autre fille Sorgaqtani fut donnée à son plus jeune fils, Tolui, laquelle engendra  deux Grand Khans : Mongke et Khubilai, ainsi que de le fondateur de l'ilkhanat d'Iran Hulagu.
En particulier les cadres chrétiens de la confédération Keraït devinrent l'un des socles de l'administration de l'empire mongol.
En précipitant la chute de son frère le Wang-khan Toghril, et en entrainant une large partie des tribus de la confédération Keraït dans le camp mongol, Jakha Gambhu joua un rôle décisif dans l'ascension de la puissance mongole. Jean-Paul Roux dit que Temujin, après sa victoire contre le Wang-Khan Thogril, estima son succès à sa juste valeur : « J'ai vaincu les Kereyit et atteint le rang suprême ».

## Descendance
Quatre filles sont connues :
- Ibaqa Beki, épouse de Gengis Khan, plus tard épouse du chef Uluut Jurchedei ;
- Sorgaqtani, épouse du quatrième fils de Gengis Khan, Tolui, mère des grands Khan Mongke et Khubilai, et de l'ilkhan d'Iran Hulagu ;
- Bäktütmiš - épouse du fils aîné de Gengis Khan , Jochi ;
- nom inconnu - Épouse du khan des Öngüt (selon Rashid al-Din).